# Frank O’Farrell
Frank O’Farrell (Blackpool, Cork, 1927. október 9. – 2022. március 6.) válogatott ír labdarúgó, fedezet, edző.

## Pályafutása

### Klubcsapatban
1947–48-ban a Cork United labdarúgója volt. 1948 és 1961 között Angliában játszott. 1948 és 1956 között a West Ham United, 1956 és 1961 között a Preston North End, 1961-ben a Weymouth játékosa volt.

### A válogatottban
1952 és 1959 között kilenc alkalommal szerepelt az ír válogatottban és két gólt szerzett.

### Edzőként
1961 és 1965 között a Weymouth, 1965 és 1968 között a Torquay United, 1968 és 1971 között a Leicester City, 1971–72-ben a Manchester United, 1973–74-ben a walesi Cardiff City vezetőedzője volt. 1974 és 1976 között az iráni válogatott szövetségi kapitányaként tevékenykedett. 1976–77-ben a Torquay United, 1980-ban az arab emírségekbeli Al-Shaab, 1981–82-ben ismét a Torquay United szakmai munkáját irányította.

## Sikerei, díjai
Cork United
- Ír kupa
  - győztes: 1947